# Мали шеф (франшиза)
Мали шеф (енгл. The Boss Baby) америчка је анимирана медијска франшиза творца DreamWorks Animation-а, на основу истоимене сликовнице из 2010. ауторке Марле Фрези. Франшиза се састоји од два дугометражна филма, Мали шеф, објављен 2017. године, и Мали шеф: Породични бизнис, објављен 2021. године, телевизијског серије под насловом Мали шеф: Назад на посао и два анимирана специјала: Мали шеф: Ухвати ту бебу! на стриминг услузи Netflix и Peacock.

## Филмови
| Филм                       | Датум објављивања у С.А.Д. | Редитељ(и)     | Сценариста(и)                | Прича          | Продуцент(и) |
| -------------------------- | -------------------------- | -------------- | ---------------------------- | -------------- | ------------ |
| Мали шеф                   | 31. март 2017.             | Том Макгрет    | Мајкл Макилерс               | Ремзи Ен Најто |              |
| Мали шеф: Породични бизнис | 2. јул 2021.               | Мајкл Макалерс | Том Макграт и Мајкл Макалерс | Џеф Херман     |              |

## Телевизијске серије
| Серија                   | Сезоне | Епизоде | Датум почетка  | Датум завршетка | Шоуранер(и)   | Мрежа(е) |
| ------------------------ | ------ | ------- | -------------- | --------------- | ------------- | -------- |
| Мали шеф: Назад на посао | 4      | 49      | 6. април 2018. | 12. март 2020.  | Брендон Сојер |          |